# Ronald Rae

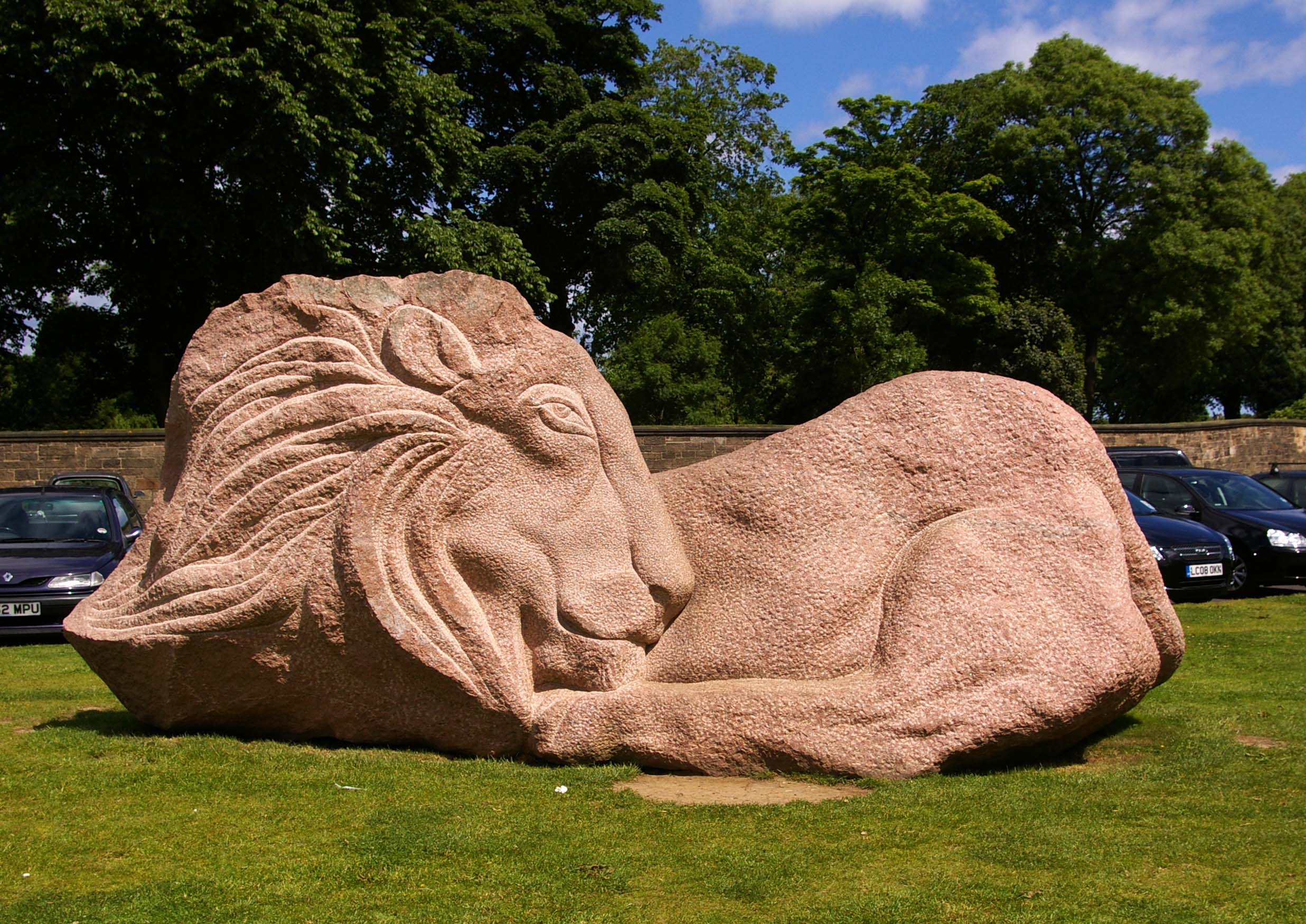
Lion of Scotland in Edinburgh

Ronald Rae (Ayr, 1946) is een Britse beeldhouwer.

## Leven en werk
Rae ontdekte zijn passie voor het beeldhouwen toen hij vijftien was en zijn eerste beeld hakte. Hij bezocht van 1964 tot 1966 de avondschool van de Glasgow School of Art, waar hij aansluitend van 1966 tot 1968 technisch assistent was. Hij studeerde beeldhouwkunst van 1968 tot 1969 aan het Edinburg College of Art.
De kunstenaar woont en werkt in Edinburgh-Cramond. Zijn atelier bevindt zich in een steengroeve nabij de kerk van Cramond, waar hij sinds zijn studie werkt. Rae werkt en taille directe met (roze) graniet van 460 miljoen jaar oud. Andere steengroeves waar hij graniet vindt, bevinden zich in Aberdeenshire.
Rae is "fellow" van de Royal British Society of Sculptors.

## Werken (selectie)
- Lion of Scotland, Queens Park in Edinburgh
- O Wert Thou in the Cauld Blast[1](1984), Milton Keynes Railway Station in Milton Keynes
- The Good Samaritan, Riverside Park in Glenrothes
- Return of the Prodigal in Perth
- Sacred Cow, Victoria Quays in Sheffield
- The Tragic Sacrifice of Christ[2]- 5-delig, Rozelle Sculpture Park in Alloway
- Elephant and Rhino, Dormston Art Centre in Sedgley
- War Veteran en Animals in War Memorial, Bletchley Park
- Famine en Mark of the Nail, St.John's Church in Edinburgh
- Sheep, Almond Valley Heritage Centre in Livingston
- Tiger, Yorkshire Sculpture Park
- Hiroshima Departed, Japanese Peace Park, Willen Lake in Milton Keynes
- Insect and Celtic Cross, Erdington Railway Station in Birmingham
- Wounded Elephant (1990), Yorkshire Sculpture Park
- Abraham, Royal Edinburgh Hospital in Edinburgh
- Widow Woman[3] (1992), Jerwood Sculpture Trail - Ragley Hall
- Travelling Fish, Holyrood Park in Edinburgh
- Pisces, Holyrood Park in Edinburgh
- The Fallen Christ[4], MacLeod Centre op het Isle of Iona (geplaatst 2008)
- Fish (2002)[5], aan het strand in Edinburgh-Cramond (geplaatst 2009)

## Fotogalerij

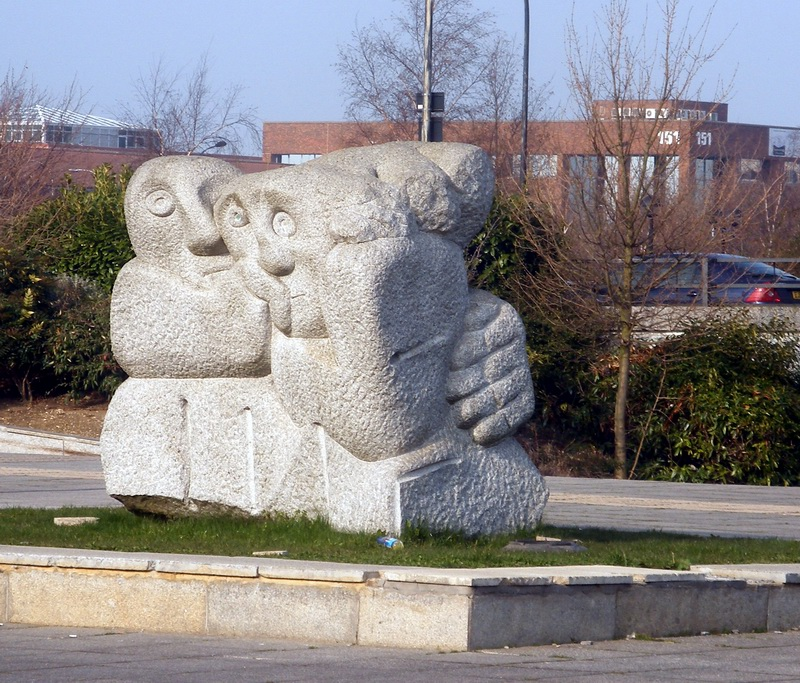
O Wert Thou in the Cauld Blast, Milton Keynes
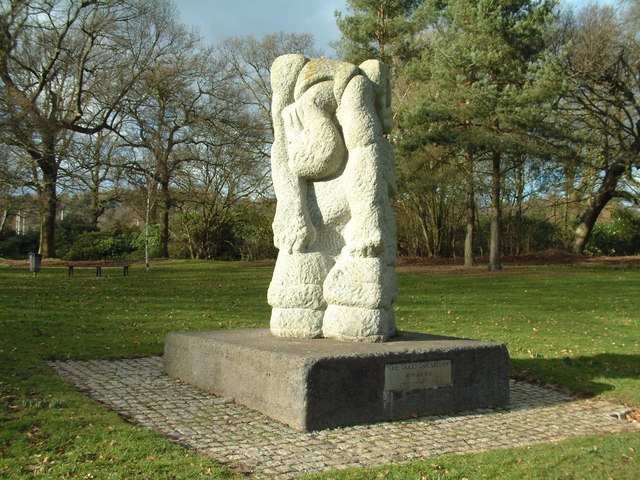
The Good Samaritan, Glenrothes
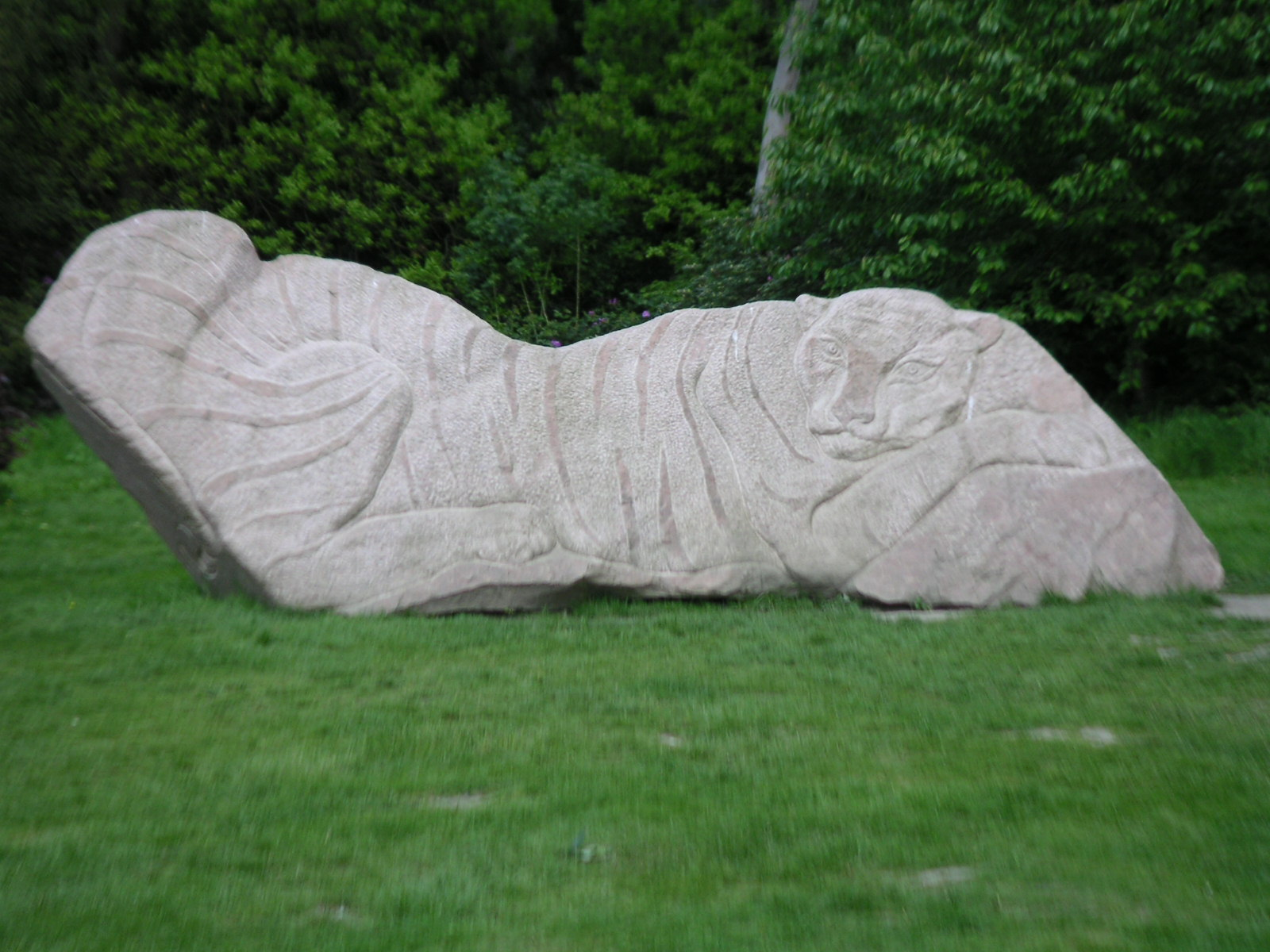
Tiger, Yorkshire Sculpture Park
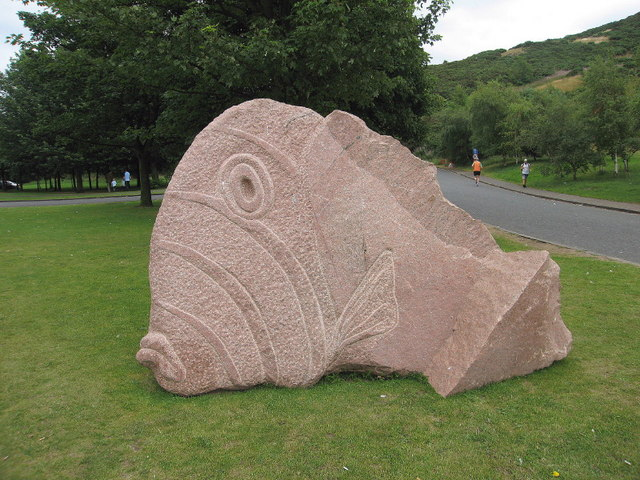
Travelling Fish, Edinburgh